# معركة مناخ القندل
معركة مناخ القندل (257 هـ - 871م)، معركة وقعت في مدينة البصرة بين المهلبيين وبين أهل البصرة من بني تميم وبني أسد.

## ما قبل المعركة
وندب الخبيث علي بن محمد بن عبد الرحمن العبدي محمد بن يزيد الدارمي، وهو أحد من كان صحبه بالبحرين للخروج إلى الأعراب، وأنفذه فأتاه منهم خلق كثير، فأناخوا بالقندل، ووجه إليهم الخبيث سليمان بن موسى الشعراني، وأمرهم بتطرق البصرة، والإيقاع بها، وتقدم إلى سليمان بن موسى في تمرين الأعراب على ذلك، فلما وقع الكسوف أنهض علي بن أبان، وضم إليه طائفة من الأعراب، وأمره بإتيان البصرة مما يلي بني سعد، وكتب إلى يحيى بن محمد البحراني- وهو يومئذ محاصر أهل البصرة- في إتيانها مما يلي نهر عدي، وضم سائر الأعراب إليه قال محمد بن الحسن: قال شبل: فكان أول من واقع أهل البصرة علي بن أبان، وبغراج يومئذ بالبصرة في جماعة من الجند، فأقام يقاتلهم يومين، ومال الناس نحوه.
وأقبل يحيى بمن معه مما يلي قصر انس قاصدا نحو الجسر، فدخل على ابن أبان المهلبي وقت صلاة الجمعة لثلاث عشرة ليلة بقيت من شوال، فأقام يقتل ويحرق يوم الجمعة وليلة السبت ويوم السبت وغادى يحيى البصرة يوم الأحد، فتلقاه بغراج وبريه في جمع فرداه، فرجع فأقام يومه ذلك، ثم غاداهم يوم الاثنين، فدخل وقد تفرق الجند، وهرب بريه، وانحاز بغراج بمن معه، فلم يكن في وجهه أحد يدافعه، ولقيه إبراهيم بن يحيى المهلبي، فاستأمنه لأهل البصرة فآمنهم، ونادى منادي إبراهيم بن يحيى: من أراد الأمان فليحضر دار إبراهيم، فحضر أهل البصرة قاطبة حتى ملؤوا الرحاب.
فلما رأى اجتماعهم انتهز الفرصة في ذلك منهم، فأمر بأخذ السكك والطرق والدروب لئلا يتفرقوا، وغدر بهم، وأمر أصحابه بقتلهم، فقتل كل من شهد ذلك المشهد إلا الشاذ ثم انصرف يومه ذلك، فأقام بقصر عيسى بن جعفر بالخريبة قال محمد: وحدثني الفضل بن عدي الدارمي، قال: أنا حين وجه الخائن لحرب أهل البصرة في حيز أهل البصرة مقيم في بني سعد قال: فأتانا آت في الليل، فذكر أنه رأى خيلا مجتازة تؤم قصر عيسى بالخريبة، فقال لي أصحابي: اخرج فتعرف لنا خبر هذه الخيل، فخرجت فإذا جماعة من بني تميم وبني أسد، فسألتهم عن حالهم، فزعموا انهم اصحاب العلوي المضمومون إلى علي بن أبان، وأن عليا يوافي البصرة في غد تلك الليلة، وأن قصده لناحية بني سعد، وأن يحيى بن محمد بجمعه قاصد لناحية آل المهلب، فقالوا: قل لأصحابك من بني سعد: إن كنتم تريدون تحصين حرمكم، فبادروا إخراجهم قبل إحاطة الجيش بكم.

## المعركة
قال الفضل: فرجعت إلى أصحابي، فأعلمتهم خبر الأعراب فاستعدوا، فوجهوا إلى بريه يعلمونه الخبر، فوافاهم فيمن كان بقي من الخول وجماعة من الجند وقت طلوع الفجر، فساروا حتى انتهوا إلى خندق يعرف ببني حمان، ووافاهم بنو تميم ومقاتلة السعدية، فلم يلبثوا ان طلع عليهم على ابن أبان في جماعة الزنج والأعراب على متون الخيل، فذهل بريه قبل لقاء القوم، فرجع إلى منزله، فكانت هزيمة، وتفرق من كان اجتمع من بني تميم، ووافى علي فلم يدافعه أحد، ومر قاصدا إلى المربد، ووجه بريه إلى بني تميم يستصرخهم، فنهض إليه منهم جماعة، فكان القتال بالمربد بحضرة دار بريه، ثم انهزم بريه عن داره، وتفرق الناس لانهزامه، فأحرقت الزنج داره، وانتهبوا ما كان فيها، فأقام الناس يقتلون هنالك، وقد ضعف أهل البصرة، وقوي عليهم الزنج، واتصلت الحرب بينهم إلى آخر ذلك اليوم، ودخل علي المسجد الجامع فأحرقه، وأدركه فتح غلام أبي شيث في جماعة من البصريين، فأنكشف علي وأصحابه عنهم، وقتل من الزنج قوم، ورجع علي فعسكر في الموضع المعروف بمقبرة بني شيبان، فطلب الناس سلطانا يقاتلون معه فلم يجدوه، وطلبوا بريها، فوجدوه قد هرب، وأصبح أهل البصرة يوم السبت، فلم يأتهم علي بن أبان، وغاداهم يوم الأحد، فلم يقف له أحد، وظفر بالبصرة.

## انظر ايضاً
- ثورة الزنج